# Zapasy na Letnich Igrzyskach Olimpijskich 1964 – kategoria do 78 kg w stylu klasycznym
Zmagania mężczyzn do 78 kg to jedna z ośmiu męskich konkurencji w zapasach w stylu klasycznym rozgrywanych podczas Letnich Igrzysk Olimpijskich 1964. Pojedynki w tej kategorii wagowej odbyły się w dniach 16 – 19 października.
Punktacja opierała się na systemie "złych punktów karnych". Zwycięzca otrzymywał zero punktów za wygraną przez "tusz" (łopatki), a jeden punkt za wygraną na punkty. Dwa punkty przyznawano zawodnikom za remis. Za porażkę na punkty zawodnik otrzymywał trzy punkty, a za przegraną na łopatki przyznawano 4 punkty karne. Uzyskanie sześciu lub więcej punktów eliminowało zapaśnika z turnieju. Najlepsza trójka walczyła w rundzie finałowej. 

## Klasyfikacja[1]
| Pozycja | Nazwisko             | Kraj              |
| ------- | -------------------- | ----------------- |
| 1       | Anatolij Kolesow     | ZSRR              |
| 2       | Kirił Petkow         | Bułgaria          |
| 3       | Bertil Nyström       | Szwecja           |
| 4       | Bolesław Dubicki     | Polska            |
| 5       | Antal Rizmayer       | Węgry             |
| 5       | Ion Țăranu           | Rumunia           |
| 7       | René Schiermeyer     | Francja           |
| 7       | Asghar Zoghian       | Iran              |
| 7       | Russell Camilleri    | Stany Zjednoczone |
| 10      | Matti Laakso         | Finlandia         |
| 11      | Rudolf Vesper        | Niemcy            |
| 11      | Sadao Kazama         | Japonia           |
| 11      | Harald Barlie        | Norwegia          |
| 11      | Mithat Bayrak        | Turcja            |
| 15      | Helmut Längle        | Austria           |
| 16      | Albert Michiels      | Belgia            |
| 17      | Sin Dong-ui          | Korea Południowa  |
| 18      | Carlos Alberto Vario | Argentyna         |
| 19      | Job Mayo             | Filipiny          |

## Wyniki

### Pierwsza runda[2]
| Zwycięzca        | Punkty karne | Wynik     | Przegrany            | Punkty karne |
| ---------------- | ------------ | --------- | -------------------- | ------------ |
| Anatolij Kolesow | 1            | Na punkty | Sin Dong-ui          | 3            |
| Ion Țăranu       | 1            | Na punkty | Kirił Petkow         | 3            |
| Matti Laakso     | 0            | Łopatki   | Job Mayo             | 4            |
| Mithat Bayrak    | 2            | Remis     | Bertil Nyström       | 2            |
| Sadao Kazama     | 2            | Remis     | Rudolf Vesper        | 2            |
| Antal Rizmayer   | 1            | Na punkty | Carlos Alberto Vario | 3            |
| Harald Barlie    | 2            | Remis     | Helmut Längle        | 2            |
| Bolesław Dubicki | 1            | Na punkty | Russell Camilleri    | 3            |
| René Schiermeyer | 2            | Remis     | Albert Michiels      | 2            |
| Asghar Zoghian   | 0            | Bez walki |                      |              |

### Druga runda[3]
| Zwycięzca         | Punkty karne | Wynik     | Przegrany            | Punkty karne |
| ----------------- | ------------ | --------- | -------------------- | ------------ |
| Asghar Zoghian    | 1            | Na punkty | Sin Dong-ui          | 6            |
| Anatolij Kolesow  | 3            | Remis     | Ion Țăranu           | 3            |
| Kirił Petkow      | 3            | Łopatki   | Job Mayo             | 7            |
| Mithat Bayrak     | 3            | Na punkty | Matti Laakso         | 3            |
| Bertil Nyström    | 3            | Na punkty | Rudolf Vesper        | 5            |
| Sadao Kazama      | 3            | Na punkty | Antal Rizmayer       | 4            |
| Harald Barlie     | 2            | Łopatki   | Carlos Alberto Vario | 7            |
| Russell Camilleri | 4            | Na punkty | Helmut Längle        | 5            |
| Bolesław Dubicki  | 2            | Na punkty | Albert Michiels      | 5            |
| René Schiermeyer  | 2            | Bez walki |                      |              |

### Trzecia runda[4]
| Zwycięzca         | Punkty karne | Wynik     | Przegrany       | Punkty karne |
| ----------------- | ------------ | --------- | --------------- | ------------ |
| René Schiermeyer  | 3            | Na punkty | Asghar Zoghian  | 4            |
| Anatolij Kolesow  | 5            | Remis     | Kirił Petkow    | 5            |
| Ion Țăranu        | 5            | Remis     | Matti Laakso    | 5            |
| Rudolf Vesper     | 6            | Na punkty | Mithat Bayrak   | 6            |
| Bertil Nyström    | 4            | Na punkty | Sadao Kazama    | 6            |
| Antal Rizmayer    | 4            | Łopatki   | Harald Barlie   | 6            |
| Bolesław Dubicki  | 3            | Na punkty | Helmut Längle   | 8            |
| Russell Camilleri | 4            | Łopatki   | Albert Michiels | 9            |

### Czwarta runda[5]
| Zwycięzca        | Punkty karne | Wynik     | Przegrany         | Punkty karne |
| ---------------- | ------------ | --------- | ----------------- | ------------ |
| Anatolij Kolesow | 5            | Łopatki   | René Schiermeyer  | 7            |
| Ion Țăranu       | 6            | Na punkty | Asghar Zoghian    | 9            |
| Kirił Petkow     | 5            | Łopatki   | Matti Laakso      | 9            |
| Bertil Nyström   | 5            | Na punkty | Russell Camilleri | 7            |
| Bolesław Dubicki | 5            | Remis     | Antal Rizmayer    | 6            |

### Piąta runda[6]
| Zwycięzca        | Punkty karne | Wynik | Przegrany      | Punkty karne |
| ---------------- | ------------ | ----- | -------------- | ------------ |
| Anatolij Kolesow | 7            | Remis | Bertil Nyström | 7            |
| Bolesław Dubicki | 7            | Remis | Kirił Petkow   | 7            |

### Runda finałowa[7]
| Zwycięzca        | Wynik     | Przegrany        |
| ---------------- | --------- | ---------------- |
| Anatolij Kolesow | Na punkty | Bolesław Dubicki |
| Bertil Nyström   | Remis     | Kirił Petkow     |
| Bertil Nyström   | Remis     | Bolesław Dubicki |

- Anatolij Kolesow zdobył złoty medal dzięki zwycięstwu nad Bolesławem Dubickim, który przez to zajął czwarte miejsce. Kirił Petkow zdobył srebrny medal dzięki niższej wadze osobistej od Bertila Nyströma.